# Ryō Hirakawa
Ryō Hirakawa (平川亮 Hirakawa Ryō?, Kure, Japón; 7 de marzo de 1994) es un piloto de automovilismo japonés. Ha participado en diversas categorías incluyendo Fórmula 3 Japonesa, Copa Porsche Carrera y European Le Mans Series. Destacó a nivel nacional en la Super Fórmula Japonesa y el Super GT. Desde 2022 es piloto de Toyota Gazoo Racing en el Campeonato Mundial de Resistencia de la FIA, resultando campeón en su primera temporada y en 2023 en la categoría Hypercar.

## Carrera deportiva

### Super GT y Super Fórmula Japonesa
En el Super GT logró el campeonato de 2017 junto a Nick Cassidy y tres subcampeonatos (2018-2020) junto a TOM'S, mientras que en la Super Fórmula Japonesa fue subcampeón en 2020 con Impul y tercero en 2022.

### WEC
Desde 2022 es piloto de Toyota Gazoo Racing en el Campeonato Mundial de Resistencia de la FIA (WEC), pilotando el vehículo número 8 junto a Sébastien Buemi y Brendon Hartley. Ganó las 24 Horas de Le Mans de 2022 junto a Sebastien Buemi y Brendon Hartley y, posteriormente, el campeonato mundial en su primera temporada.

### Fórmula 1

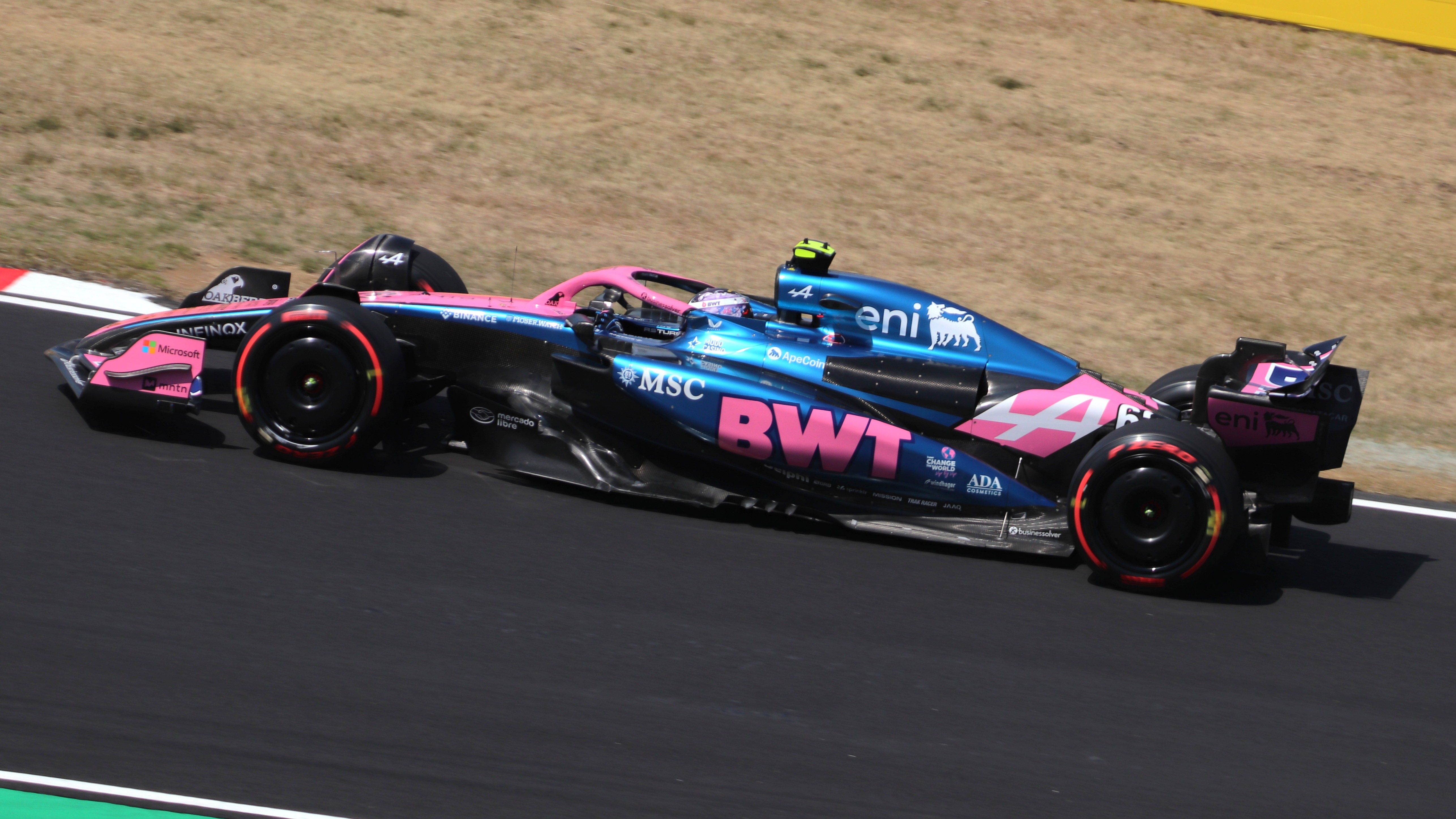
Ryō Hirakawa manejando el Alpine A525 en las prácticas libres del Gran Premio de Japón de 2025.

En septiembre de 2023, ingresó al equipo McLaren de Fórmula 1 como piloto de desarrollo y reserva, debutando en la categoría en los entrenamientos libres del Gran Premio de Abu Dabi de 2024 con el McLaren MCL38 de Oscar Piastri. En 2025 fue piloto reserva de Alpine junto a Franco Colapinto, Paul Aron y Kush Maini, participando en los entrenamientos libres del Gran Premio de Japón. El 7 de abril, cambió al equipo Haas como piloto reserva, disputando los entrenamientos libres del Gran Premio de Baréin en sustitución de Oliver Bearman cinco días después.

## Resumen de carrera
| Temporada | Categoría                                              | Equipo                                | Carreras          | Victorias         | Poles             | VR                | Podios            | Puntos            | Pos.              |
| --------- | ------------------------------------------------------ | ------------------------------------- | ----------------- | ----------------- | ----------------- | ----------------- | ----------------- | ----------------- | ----------------- |
| 2010      | Fórmula Challenge Japón                                | —                                     | 11                | 0                 | 0                 | 1                 | 2                 | 17                | 6.º               |
| 2010      | Fórmula BMW Pacífico                                   | Asia Racing Team                      | 3                 | 0                 | 0                 | 0                 | 0                 | 0                 | NC†               |
| 2011      | Fórmula Challenge Japón                                | —                                     | 13                | 1                 | 1                 | 0                 | 10                | 73                | 2.º               |
| 2012      | Campeonato de Fórmula 3 Japonesa                       | RSS                                   | 15                | 7                 | 7                 | 5                 | 13                | 118               | 1.º               |
| 2012      | Fórmula Challenge Japón                                | —                                     | 12                | 5                 | 4                 | 4                 | 10                | 91                | 2.º               |
| 2012      | Gran Premio de Macao                                   | KCMG by RSS                           | 1                 | 0                 | 0                 | 0                 | 0                 | N/A               | NC                |
| 2012      | Copa Porsche Carrera Japón                             | GARMIN Porsche                        | 12                | 7                 | 6                 | ?                 | 9                 | ?                 | 1.º               |
| 2013      | Campeonato de Super Fórmula Japonesa                   | Kygnus Sunoco Team LeMans             | 7                 | 0                 | 0                 | 2                 | 0                 | 9                 | 11.º              |
| 2014      | Campeonato de Super Fórmula Japonesa                   | Kygnus Sunoco Team LeMans             | 9                 | 0                 | 0                 | 0                 | 1                 | 16.5              | 8.º               |
| 2014      | Super GT Japonés - GT500                               | Lexus Team Petronas TOM'S             | 2                 | 0                 | 0                 | 0                 | 0                 | 8                 | 11.º              |
| 2015      | Campeonato de Super Fórmula Japonesa                   | Kygnus Sunoco Team LeMans             | 8                 | 0                 | 0                 | 0                 | 0                 | 13                | 8.º               |
| 2015      | Super GT Japonés - GT500                               | Lexus Team KeePer TOM'S               | 8                 | 2                 | 2                 | 0                 | 2                 | 56                | 5.º               |
| 2016      | European Le Mans Series - LMP2                         | Thiriet by TDS Racing                 | 5                 | 2                 | 1                 | ?                 | 3                 | 70                | 5.º               |
| 2016      | Super GT Japonés - GT500                               | Lexus Team KeePer TOM's               | 2                 | 0                 | 1                 | 0                 | 2                 | 27                | 9.º               |
| 2017      | European Le Mans Series - LMP2                         | G-Drive Racing                        | 4                 | 2                 | 0                 | ?                 | 3                 | 73                | 4.º               |
| 2017      | Super GT Japonés - GT500                               | Lexus Team KeePer TOM'S               | 8                 | 2                 | 1                 | 0                 | 4                 | 84                | 1.º               |
| 2018      | Super GT Japonés - GT500                               | Lexus Team KeePer TOM'S               | 8                 | 1                 | 0                 | 0                 | 4                 | 75                | 2.º               |
| 2018      | Campeonato de Super Fórmula Japonesa                   | Itochu Enex Team Impul                | 6                 | 0                 | 1                 | 0                 | 2                 | 17                | 5.º               |
| 2019      | Super GT Japonés - GT500                               | Lexus Team KeePer TOM'S               | 8                 | 1                 | 0                 | 0                 | 4                 | 83                | 2.º               |
| 2019      | Deutsche Tourenwagen Masters                           | Lexus Team KeePer TOM'S               | 1                 | 0                 | 0                 | 0                 | 0                 | 0                 | NC†               |
| 2019      | Campeonato de Super Fórmula Japonesa                   | Itochu Enex Team Impul                | 7                 | 1                 | 1                 | 0                 | 1                 | 12                | 10.º              |
| 2020      | Super GT Japonés - GT500                               | Toyota Gazoo Racing Team KeePer TOM'S | 8                 | 1                 | 2                 | 2                 | 2                 | 67                | 2.º               |
| 2020      | Campeonato de Super Fórmula Japonesa                   | Itochu Enex Team Impul                | 7                 | 1                 | 2                 | 0                 | 2                 | 60                | 2.º               |
| 2021      | Super GT Japonés - GT500                               | Toyota Gazoo Racing Team KeePer TOM'S | 8                 | 0                 | 1                 | 1                 | 3                 | 46                | 7.º               |
| 2021      | Campeonato de Super Fórmula Japonesa                   | carenex Team Impul                    | 6                 | 0                 | 0                 | 0                 | 2                 | 46                | 4.º               |
| 2022      | Campeonato Mundial de Resistencia de la FIA - Hypercar | Toyota Gazoo Racing                   | 6                 | 2                 | 2                 | 0                 | 5                 | 149               | 1.º               |
| 2022      | Campeonato de Super Fórmula Japonesa                   | Carenex Team Impul                    | 10                | 2                 | 0                 | 1                 | 4                 | 87                | 3.º               |
| 2023      | Campeonato Mundial de Resistencia de la FIA - Hypercar | Toyota Gazoo Racing                   | 7                 | 2                 | 2                 | 0                 | 6                 | 172               | 1.º               |
| 2023      | Campeonato de Super Fórmula Japonesa                   | Team Impul                            | 9                 | 0                 | 0                 | 2                 | 3                 | 58                | 5.º               |
| 2024      | Campeonato Mundial de Resistencia de la FIA - Hypercar | Toyota Gazoo Racing                   | 8                 | 2                 | 1                 | 0                 | 2                 | 109               | 4.º               |
| 2024      | Fórmula 1                                              | McLaren Formula 1 Team                | Piloto de pruebas | Piloto de pruebas | Piloto de pruebas | Piloto de pruebas | Piloto de pruebas | Piloto de pruebas | Piloto de pruebas |
| 2024      | Fórmula 1                                              | MoneyGram Haas F1 Team                | Piloto de pruebas | Piloto de pruebas | Piloto de pruebas | Piloto de pruebas | Piloto de pruebas | Piloto de pruebas | Piloto de pruebas |
| 2025      | Campeonato Mundial de Resistencia de la FIA - Hypercar | Toyota Gazoo Racing                   | Disputándose      | Disputándose      | Disputándose      | Disputándose      | Disputándose      | Disputándose      | Disputándose      |
| 2025      | Fórmula 1                                              | BWT Alpine Formula 1 Team             | Piloto de pruebas | Piloto de pruebas | Piloto de pruebas | Piloto de pruebas | Piloto de pruebas | Piloto de pruebas | Piloto de pruebas |
| 2025      | Fórmula 1                                              | MoneyGram Haas F1 Team                | Piloto de pruebas | Piloto de pruebas | Piloto de pruebas | Piloto de pruebas | Piloto de pruebas | Piloto de pruebas | Piloto de pruebas |
| Fuente:   |                                                        |                                       |                   |                   |                   |                   |                   |                   |                   |

- † Hirakawa fue piloto invitado, por lo tanto no fue apto para sumar puntos.

## Resultados

### Campeonato de Super Fórmula Japonesa
(Clave) (negrita indica pole position) (cursiva indica vuelta rápida)

| Año     | Equipo                    | 1       | 2       | 3      | 4      | 5       | 6      | 7      | 8      | 9     | Pos. | Puntos |
| ------- | ------------------------- | ------- | ------- | ------ | ------ | ------- | ------ | ------ | ------ | ----- | ---- | ------ |
| 2013    | Kygnus Sunoco Team LeMans | SUZ 8   | AUT 7   | FUJ 11 | MOT 7  | SUG Ret | SUZ 6  | SUZ 4  |        |       | 11.º | 9      |
| 2014    | Kygnus Sunoco Team LeMans | SUZ 4   | FUJ Ret | FUJ 8  | FUJ 2  | MOT 10  | AUT 13 | SUG 8  | SUZ 16 | SUZ 5 | 8.º  | 16.5   |
| 2015    | Kygnus Sunoco Team LeMans | SUZ 12  | OKA 9   | FUJ 6  | MOT 7  | AUT 4   | SUG 8  | SUZ 10 | SUZ 5  |       | 8.º  | 13     |
| 2019    | Itochu Enex Team Impul    | SUZ Ret | AUT 14  | SUG 11 | FUJ 13 | MOT 1   | OKA 12 | SUZ 8  |        |       | 10.º | 12     |
| Fuente: |                           |         |         |        |        |         |        |        |        |       |      |        |

| Año  | Escudería              | 1    | 2    | 3    | 4   | 5    | 6    | 7    | 8    | 9    | 10   | Pos. | Puntos | Ref.   |
| ---- | ---------------------- | ---- | ---- | ---- | --- | ---- | ---- | ---- | ---- | ---- | ---- | ---- | ------ | ------ |
| 2020 | Itochu Enex Team Impul | MOT  | OKA  | SUG  | AUT | SUZ1 | SUZ2 | FUJ  |      |      |      | 2.º  | 60     | [ 13 ] |
| 2020 | Itochu Enex Team Impul | 1    | 4    | 2    | 12  | Ret  | 7    | 6    |      |      |      | 2.º  | 60     | [ 13 ] |
| 2021 | carenex Team Impul     | FUJ  | SUZ1 | AUT  | SUG | MOT1 | MOT2 | SUZ2 |      |      |      | 4.º  | 46     | [ 14 ] |
| 2021 | carenex Team Impul     | 4    | 2    | Ret  |     | 4    | Ret  | 2    |      |      |      | 4.º  | 46     | [ 14 ] |
| 2022 | Carenex Team Impul     | FUJ1 | FUJ1 | SUZ1 | AUT | SUG  | FUJ2 | MOT  | MOT  | SUZ2 | SUZ2 | 3.º  | 87     | [ 15 ] |
| 2022 | Carenex Team Impul     | 1    | 2    | 7    | 1   | 7    | Ret  | Ret  | 2    | 9    | 5    | 3.º  | 87     | [ 15 ] |
| 2023 | Itochu Enex Team Impul | FUJ1 | FUJ1 | SUZ1 | AUT | SUG  | FUJ2 | MOT  | SUZ2 | SUZ2 |      | 5.º  | 58     | [ 16 ] |
| 2023 | Itochu Enex Team Impul | 3    | 21†  | 3    | 5   | 11   | 4    | 2    | 7    | 6    |      | 5.º  | 58     | [ 16 ] |

### 24 Horas de Le Mans
| Año     | Equipo                | Copilotos                       | Automóvil           | Clase    | Vueltas | Pos. | Pos. Clase |
| ------- | --------------------- | ------------------------------- | ------------------- | -------- | ------- | ---- | ---------- |
| 2016    | Thiriet by TDS Racing | Mathias Beche Pierre Thiriet    | Oreca 05-Nissan     | LMP2     | 241     | DNF  | DNF        |
| 2017    | G-Drive Racing        | Memo Rojas José Gutiérrez       | Oreca 07-Gibson     | LMP2     | 327     | 39.º | 17.º       |
| 2022    | Toyota Gazoo Racing   | Sébastien Buemi Brendon Hartley | Toyota GR010 Hybrid | Hypercar | 380     | 1.º  | 1.º        |
| 2023    | Toyota Gazoo Racing   | Sébastien Buemi Brendon Hartley | Toyota GR010 Hybrid | Hypercar | 342     | 2.º  | 2.º        |
| 2024    | Toyota Gazoo Racing   | Sébastien Buemi Brendon Hartley | Toyota GR010 Hybrid | Hypercar | 311     | 5.º  | 5.º        |
| 2025    | Toyota Gazoo Racing   | Sébastien Buemi Brendon Hartley | Toyota GR010 Hybrid | Hypercar | 380     | 15.º | 15.º       |
| Fuente: |                       |                                 |                     |          |         |      |            |

### Fórmula 1
(Clave) (negrita indica pole position) (cursiva indica vuelta rápida)

| Año     | Escudería                 | 1   | 2   | 3      | 4      | 5   | 6   | 7   | 8   | 9      | 10  | 11  | 12  | 13  | 14  | 15  | 16  | 17  | 18  | 19  | 20  | 21  | 22  | 23  | 24     | Pos. | Puntos |
| ------- | ------------------------- | --- | --- | ------ | ------ | --- | --- | --- | --- | ------ | --- | --- | --- | --- | --- | --- | --- | --- | --- | --- | --- | --- | --- | --- | ------ | ---- | ------ |
| 2024    | McLaren Formula 1 Team    | BHR | ARA | AUS    | JPN    | CHN | MIA | EMI | MON | CAN    | ESP | AUT | GBR | HUN | BEL | NED | ITA | AZE | SIN | USA | MEX | SÃO | LVG | QAT | ABU TD |      |        |
| 2025    | BWT Alpine Formula 1 Team | AUS | CHN | JPN TD |        |     |     |     |     |        |     |     |     |     |     |     |     |     |     |     |     |     |     |     |        |      |        |
| 2025    | MoneyGram Haas F1 Team    |     |     |        | BHR TD | ARA | MIA | EMI | MON | ESP TD | CAN | AUT | GBR | BEL | HUN | NED | ITA | AZE | SIN | USA | MEX | SÃO | LVG | QAT | ABU    |      |        |
| Fuente: |                           |     |     |        |        |     |     |     |     |        |     |     |     |     |     |     |     |     |     |     |     |     |     |     |        |      |        |